# Young Chop
Young Chop (* 14. November 1993 in Chicago, Illinois; bürgerlich Tyree Pittman) ist ein US-amerikanischer Musikproduzent. Er stammt aus Chicago und fungiert seit 2011 als Produzent. Derzeit steht er bei Warner Bros. Records unter Vertrag.

## Biografie
Inspiriert von seinem Cousin, fing Tyree Pittman bereits mit 11 Jahren an, Musik zu produzieren. Zunächst an einer Karriere als Rapper interessiert, begann er eigene Beats über Fruity Loops und FL Studio zu bauen. Am Anfang beeinflusst von Timbaland und Pharrell Williams bezeichnet er heute Shawty Redd und Drumma Boy als Einfluss, wobei er in den Medien oft mit Lex Luger verglichen wird. Nachdem er mit dem Rapper Chief Keef in Kontakt kam, produzierte er fortan viele seiner Songs, darunter die Hits 3Hunna und I Don’t Like. Insbesondere letzteres Lied macht ihn in der Hip-Hop-Szene bekannt und ließ ihn zu einem der gefragtesten Produzenten aufsteigen. 2012 unterschrieb er mit gerade mal 19 Jahren bei Warner Bros Records. Er erstellte anschließend Beats für Big Sean, Red Café, DJ Khaled und 2 Chainz. 2013 erschienen insgesamt  weniger Produktionen von ihm, aber er war an einem Mixtape von Pusha T und an Cassies RockaByeBaby beteiligt.
Am 10. September 2013 veröffentlichte Young Chop das Mixtape Precious, auf dem unter anderem Juicy J, Fat Trel und Johnny May Cash zu hören sind.

## Diskografie
Alben
- 2013: Precious

Produktionen (Auswahl)
- 2012: Diverse (auf Back from the Dead von Chief Keef)
- 2012: Diverse (auf Don‘t Like von Lil Reese)
- 2012: Super Cocky (auf I’m Up von Gucci Mane)
- 2012: Yeen Bout Dat Life (auf Body Bag 2 von Ace Hood)
- 2012: I Don't Like (Remix) (auf Cruel Summer von GOOD Music)
- 2012: Right Here (auf Life Ain’t No Joke von Lil Durk)
- 2012: OG (auf Rocketship Shawty von Kid Ink)
- 2012: Foreign Cars (auf Young & Flexin von Soulja Boy)
- 2012: Woke Up und Mula (auf Detroit von Big Sean)
- 2012: Shout Out (auf Bigger Than Life von Birdman)
- 2012: Married (auf American Psycho von Red Café)
- 2012: Diverse (auf Mac & Cheese 3 von French Montana)
- 2012: Diverse (auf Finally Rich von Chief Keef)
- 2013: Blocka (auf Wrath of Caine von Pusha T)
- 2013: Root of Evil, Fuck da World und MOB (auf Starvation 2 von Ace Hood)
- 2013: Turn Up (auf RockaByeBaby von Cassie)
- 2013: Paranoid und Ocho Cinco (auf Excuse My French von French Montana)
- 2013: 10 2 10, Mula (Remix) und Guap (auf Hall of Fame von Big Sean)
- 2013: No Heart No Love (auf Stay Trippy von Juicy J)
- 2013: Suffering from Success (auf Suffering from Success von DJ Khaled)
- 2013: RTC (auf Futur 2.0 von Booba)
- 2013: Deuces (auf Anybody Killa von Freddie Gibbs)
- 2013: Bang Bros, One Night und 52 Bars Pt 2 (auf Signed to the Streets von Lil Durk)
- 2013: Got Me Some More (auf Blacc Hollywood von Wiz Khalifa)
- 2013: They Know (auf FreeBase von 2 Chainz)
- 2015: My X (auf SremmLife von Rae Sremmurd, co-produziert mit Mike Will Made It)